# Williston (Noord-Kaap)
Williston (Noord-Kaap) este un oraș din Africa de Sud.